# Dufourea echinocacti
Dufourea echinocacti är en biart som beskrevs av Philip Hunter Timberlake 1939. Arten ingår i släktet solbin och familjen vägbin. Inga underarter finns listade i Catalogue of Life.

Dufourea echinocacti lever i Nordamerika, i Kalifornien och nordvästra Mexiko. Arten är tidig, den flyger i mars, och besöker värdväxter som kaktussläktena igelkottkaktusar och djävulstungor.